# Югский язык
Ю́гский язы́к — бесписьменный, предположительно мёртвый язык енисейской народности юги (самоназвание — jugyn), входящий в енисейскую семью палеоазиатских языков. До 1960-х годов лингвисты рассматривали югский язык как сымский диалект кетского языка.
Югский язык и родственный ему кетский язык составляют кетско-югскую языковую группу енисейской языковой семьи.

## Современное положение
Полевые исследования, проводившиеся в начале 1980-х, показали, что тогда югским языком владело два человека, а обследование В. П. Кривоногова в 1992 году выявило, что уже к тому времени носителей языка не осталось.
Язык был распространён на территории от города Енисейска на юге до села Ворогова на севере. Часть югов проживала в прошлом в верховье Кети (правого притока Оби). В настоящее время сохранилось лишь несколько семей югов в селе Ярцево и селе Ворогово на Енисее, которые родным языком уже не пользуются.

### Переписи населения
- В ходе Всероссийской переписи населения 2002 года 134 человека указали, что владеют югским языком, что противоречило данным полевых лингвистических исследований (согласно которым носителей югского языка уже не осталось)[5].
- В переписи населения 2010 года один человек сообщил, что владеет югским языком[6].
- В 2021 году в очередной переписи населения семь человек указали югский язык как язык владения[2].

Специалисты Института языкознания РАН считают, что респонденты переписей указывают язык, которым в действительности не владеют, в качестве родного или языка владения из-за того, что это номинальный язык их национальности — название языка является частью их национальной (этнической) идентичности.

## Численность говорящих
| Год  | Число владеющих по данным переписи | Число носителей по данным лингвистов |
| ---- | ---------------------------------- | ------------------------------------ |
| 2002 | 131                                | 0                                    |
| 2010 | 1                                  | 0                                    |
| 2021 | 7                                  | 0                                    |